# 亨寧鎮區 (明尼蘇達州奧特泰爾縣)
亨寧鎮區（英語：Henning Township）是位於美國明尼蘇達州奧特泰爾縣的一個行政鎮區。

## 歷史
亨寧鎮區原名為東巴特爾萊克鎮區（East Battle Lake Township），於1878年設立，1884年改為現稱。現稱得名自藥劑師約翰·O·亨寧（John O. Henning）。

## 地方資料
亨寧鎮區的面積為84.48平方千米，當中陸地面積為83.49平方千米，而水域面積為0.99平方千米。根據2020年美國人口普查的數據，當地共有人口389人，而人口密度為每平方千米4.6人。